# مستوو (استان سیلسیان)
مستوو (به لاتین: Mstów) یک روستا در لهستان است که در گمینا مستوو واقع شده‌است. مستوو ۱٬۷۰۴ نفر جمعیت دارد.